# Art and Language
Art and Language est un collectif d'artistes conceptuels britanniques fondé en 1968 à Coventry en Angleterre.
Il a eu un rôle essentiel, de même que le journal Art-Language qu'il éditait (premier numéro en novembre 1969) dans la naissance de l'art conceptuel et avec une forte influence sur le développement aux États-Unis et en Grande-Bretagne de cet art qui dès la fin des années 1960 remit en question la nécessité d'un objet pour une démarche artistique et analysa de manière critique les conditions d'existence d'une œuvre d'art.
La composition du groupe — informelle — a connu de nombreux changements au cours de son histoire, voyant passer d'autres artistes anglais, américains ou australiens. D'une dizaine lors de la documenta 5 en 1972, il a pu compter plus de 30 contributeurs dans les années 1970 et 1980,. Depuis la mort de Charles Harrison en 2009, Michael Baldwin, l'un des quatre membres fondateurs, et Mel Ramsden arrivé en 1970, conduisent seuls les activités d'Art & Language.

## Biographie

### Premières années

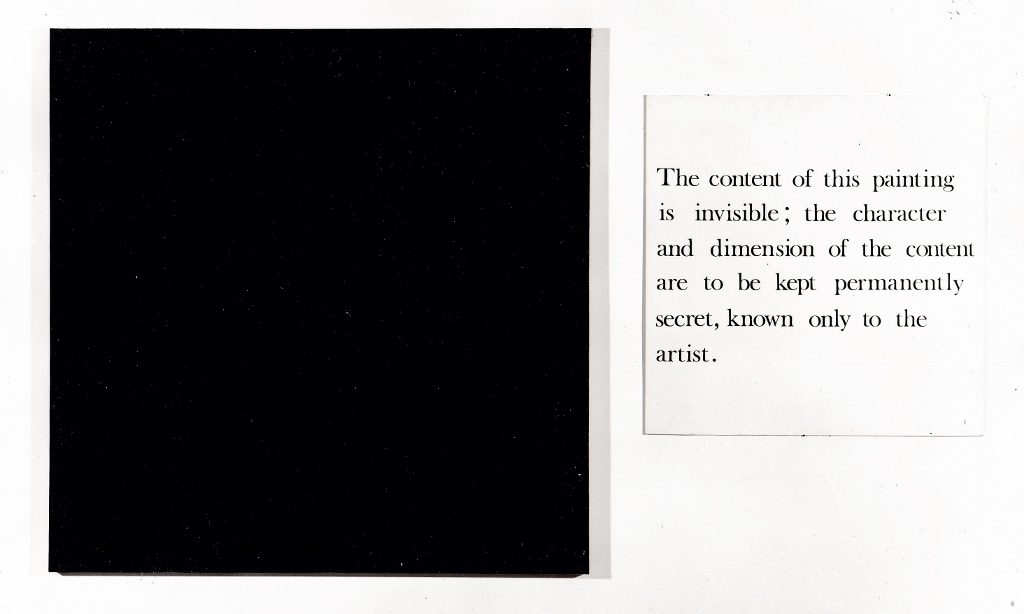
Secret Painting Art & Language (Mel Ramsden), 1967

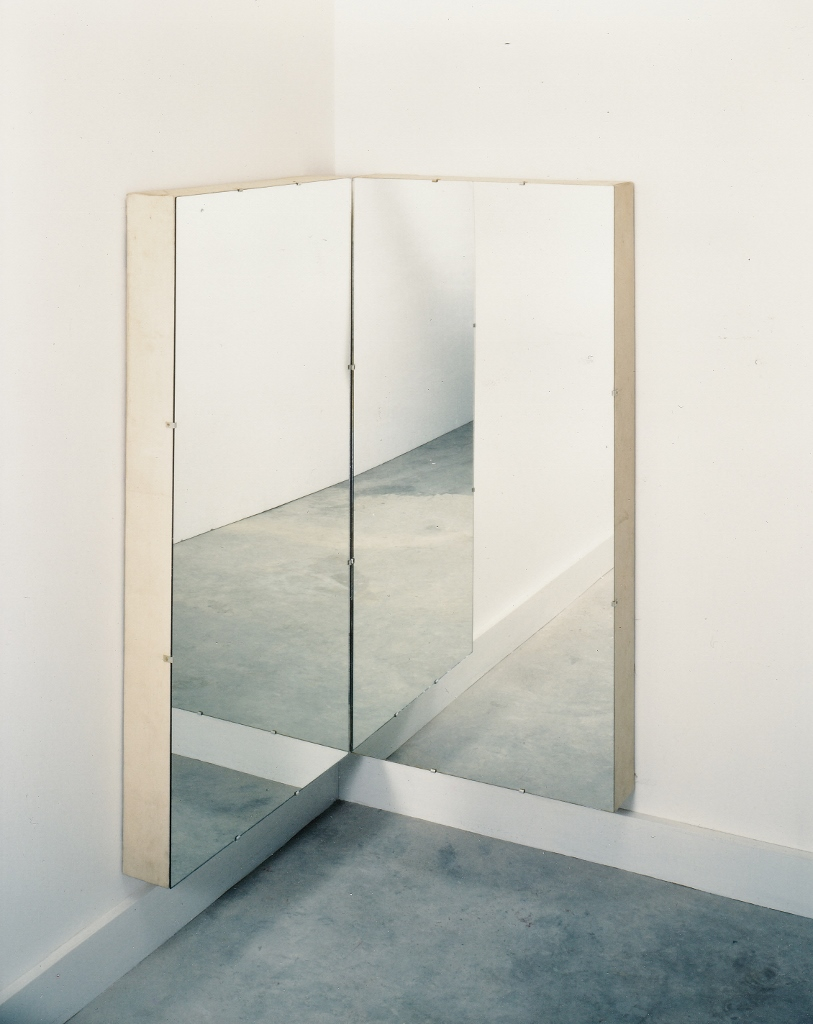
Mirror Piece, 1965

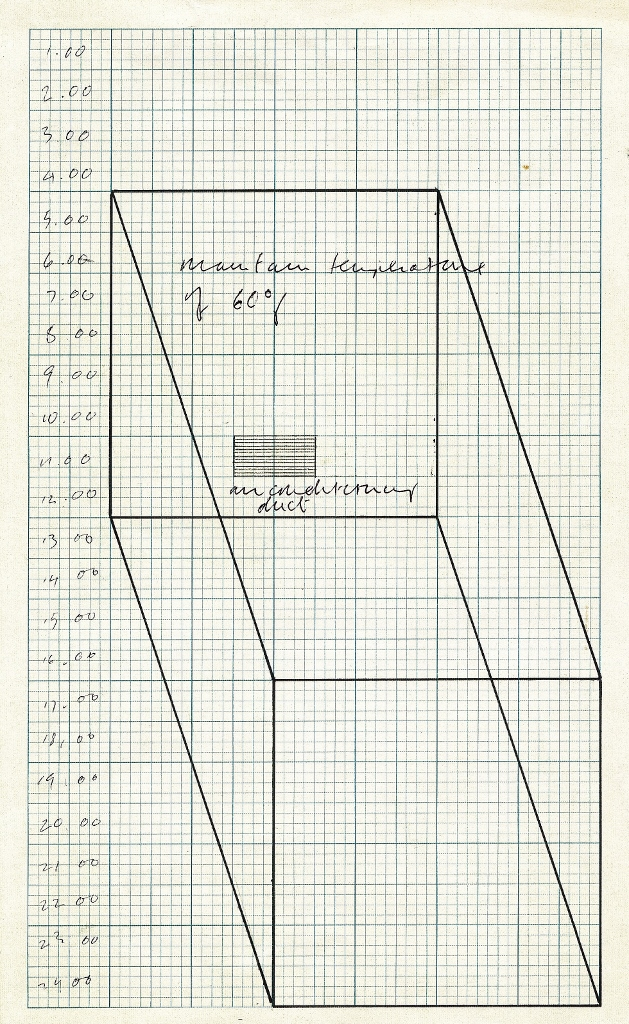
Air conditioning show 1966-7

Le groupe Art & Language a été créé en 1968, en Angleterre par Terry Atkinson (1939 - ), David Bainbridge (1941 - 2013), Michael Baldwin (1945 - ) et Harold Hurrell (1940 - ), quatre artistes dont la collaboration a commencé en 1966 à Coventry alors qu'ils étaient enseignants.
Le nom du groupe a été décidé d'après le nom de leur journal Art-Language déjà existant sous forme de conversations/œuvres depuis 1966. Les artistes d'Art & Language étaient très critiques vis-à-vis de la pratique traditionnelle du modernisme. Dans leurs conversations-œuvres, ils ont inventé l'« Art conceptuel » comme faisant partie de ces conversations. Charles Harrison et Mel Ramsden rejoignent le groupe en 1970. Entre 1968 et 1982, plus de cinquante participants ont pris part aux activités du groupe. Parmi eux, dès le début des années 1970 on retrouve les Australiens Ian Burn et Terry Smith, les Américains Michael Corris et Joseph Kosuth, les Anglais Philip Pilkington et David Rushton de Coventry ainsi que Preston Heller, Graham Howard et Andrew Menard.
Dans les faits, savoir qui a fait quoi, de quelle manière et en quelle quantité est plus ou moins bien connu et documenté. Les œuvres étaient volontairement signées sous le nom générique d'Art & Language et l'anonymat, relatif, des auteurs est d'ailleurs historiquement important dans la genèse et l'histoire de ce collectif.
Le premier numéro du journal Art-Language (Volume 1 Number 1, mai 1969) est intitulé The Journal of Conceptual Art. Dès le deuxième numéro (Volume 1 Number 2, février 1970) il est devenu évident qu'il existait un certain art conceptuel et plus encore des artistes conceptuels pour lesquels et auxquels le journal ne parlait pas. Le titre fut donc abandonné. Art-Language avait néanmoins jeté les bases de l'idée du groupe. Il est devenu la première empreinte qui identifia une entité publique appelée "Art conceptuel", et aussi le premier à servir de base théorique et conversationnelle à une communauté de critiques et d'artistes qui en étaient ses producteurs et ses utilisateurs. Bien que cette communauté était assez loin d'être unanime sur la manière de décrire la nature de l'art conceptuel, les éditeurs et la plupart de ses contributeurs historiques partageaient des avis étrangement ressemblants : l'art conceptuel était une critique des côtés bureaucratiques et historicistes du modernisme, et du conservatisme philosophique du minimalisme ; l'art conceptuel était avant tout de la théorie, le plus souvent formalisé par des textes.
Tandis que la distribution du journal et les activités d'enseignement des éditeurs et autres contributeurs se développaient, la « conversation » s'accrut et se multiplia en incluant en 1971, en Angleterre, Charles Harrison, Philip Pilkington, David Rushton, Lynn Lemaster, Sandra Harrison, Graham Howard, Paul Wood, et à New York, Michael Corris, et plus tard Paula Ramsden, Mayo Thompson, Christine Kozlov, Preston Heller, Andrew Menard et Kathryn Bigelow.
Le nom Art & Language resta malgré tout précaire. Sa signifiance ou instrumentalisation variait d'une personne à l'autre, d'une alliance à l'autre, de discours en discours - de ceux qui à New York produisaient le journal The Fox (1974-1976) à ceux qui étaient pris par des projets musicaux ou encore ceux qui continuaient l'édition du journal. Il y eut des désaccords entre les membres et en 1976 une impression croissante de division qui conduisit à une compétition entre artistes et divers autres problèmes.
Durant les années 1970, Art & Language aborda des questions liées à la production artistique, et essaya d'opérer un passage d'une forme conventionnelle d'art « non-linguistique » comme la peinture et la sculpture à des œuvres plus explicitement théoriques. Le groupe prit souvent des positions argumentées contre des positions dominantes de critiques tels que Clement Greenberg et Michael Fried.
Le groupe Art & Language à l'époque de l'exposition internationale d'art contemporain Documenta 5 de Cassel en 1972 était composé d'Atkinson, Bainbridge, Hurrell, Pilkington et Rushton et aussi de l'éditeur américain d'Art-Language Joseph Kosuth. L'œuvre présentée était constituée d'un système de classement de textes qui avaient été publiés et avaient circulé entre les membres d'Art & Language.

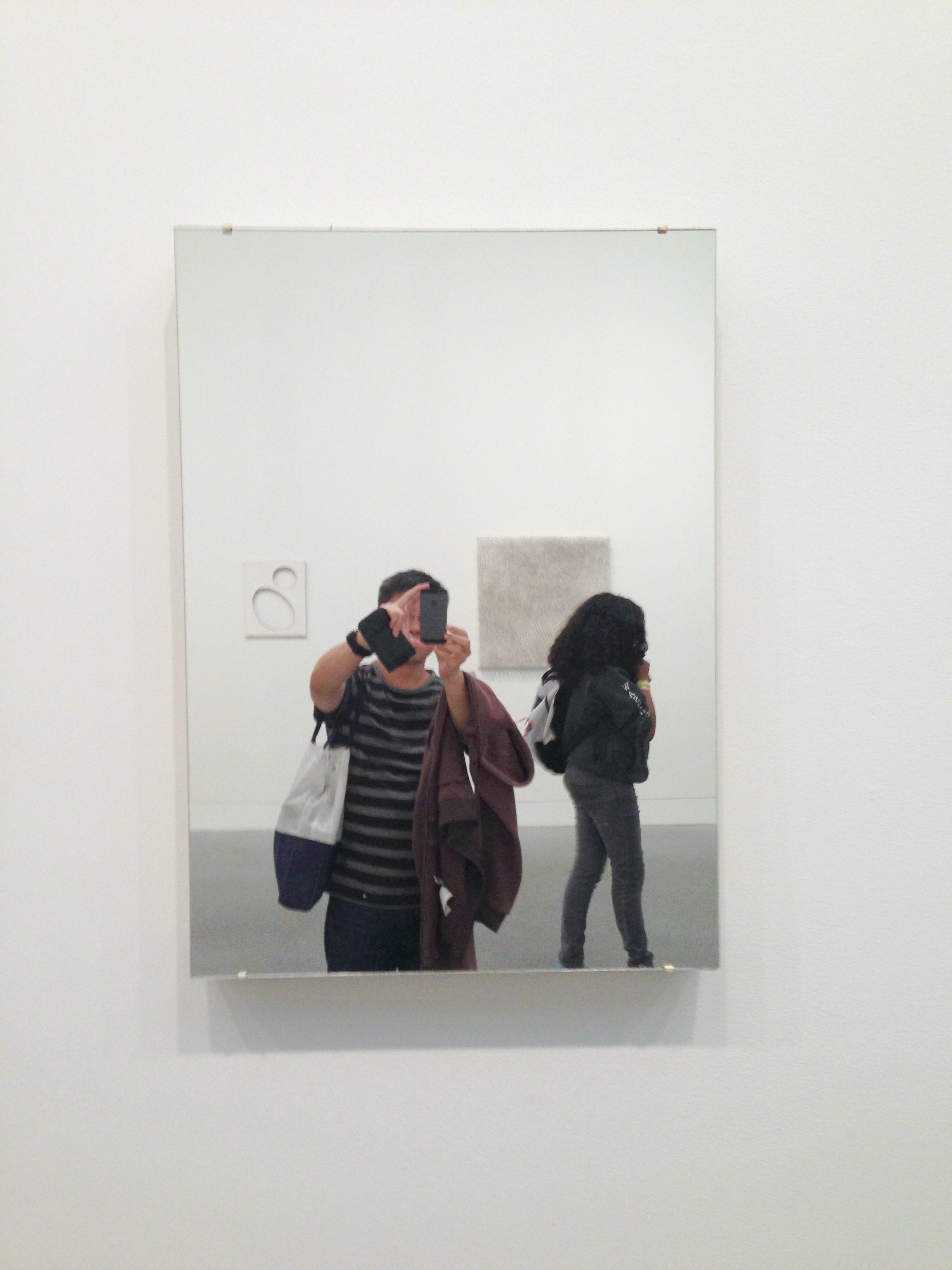
Art & Language, Mirror Piece - Untitled Painting (1965). Courtesy Tate Modern.

### Depuis la fin des années 1970
À la fin des années 1970, le groupe s'était essentiellement réduit à Michael Baldwin, Charles Harrison et Mel Ramsden, avec la participation occasionnelle de Mayo Thompson et de son groupe de rock expérimental américain Red Krayola. Les analyses et développement politiques du groupe conduisirent beaucoup de membres à partir et aller s'engager politiquement de manière plus active. Ian Burn retourna en Australie pour joindre ses forces à celles de Ian Milliss, un artiste conceptuel qui avait commencé à travailler avec des syndicats dès le début des années 1970, en créant Union Media Services, un atelier créatif au service du développement des initiatives sociales et communautaires des syndicats. D'autres membres Anglais se sont orientés vers des activités créatives, académiques ou « politisées ».
Charles Harrison est mort en 2009, laissant Baldwin et Ramsden seuls conduire les activités du groupe Art & Language.

## Œuvre
L'œuvre d'Art & Language interroge la nature de l'œuvre d'art, et sa possible indépendance par rapport à l'objet d'art. Elle est constituée d'une grande multiplicité de supports : manuscrits, tapuscrits, vidéos, photographies, textes imprimés, certificats, performances, mais aussi dessins, peintures et sculptures. Il est possible de distinguer trois grandes périodes dans leurs œuvres :
- 1965-1968 : premières années du groupe durant lesquelles naît un esprit critique du modernisme et une volonté d'impliquer le visiteur dans une discussion sur la nature de l'œuvre d'art.
- 1969-1977 : cette période est caractérisée une intense production de textes, et leur possible indexation et présentation. Elle est aussi celle de la première collaboration avec le groupe de rock expérimental Red Krayola sur l'album Music-Language : Corrected Slogans.
- 1977 à aujourd'hui : cette période a souvent été vue comme le retour d'Art & Language à des activités plus classiques, c'est-à-dire à des activités de production d'objets, qu'ils soient des peintures, des dessins ou des sculptures[16]. Les collaborations avec Red Krayola continuent, de même que la production de textes. En 1998, une nouvelle série de collaborations commencent avec le Jackson Pollock Bar, une compagnie de théâtre allemande, sous forme de textes performés.

### Sélection d'œuvres
| Année | Titres |
| ----- | --- |
| 1965  | - Mirror Piece - Time Drawings - Three Suprematist Squares - Crane Notes - Text as Performance - Fragments and Elements |
| 1966  | - Acid Boxes - Air-Show - Frameworks - Frameworks Exhibit I - Art Out of Sound - Crane - An Argument from Illusion - Aim at Boredom, Kasimir? - Loop - The Air-Conditioning Show - Note Topography for Text Book or Encyclopedia from 1965-66 - Notes on Malevich - Paintings Nr. 1 - Oxfordshire Show - Performance as Text. Appendix. Note 6 - Robotic Sculpture - The Temperature Show - Two Black Squares - Two Black Rectangles |
| 1967  | - 22 Sentences: The French Army - A Note on the Notion of a 368 Years Old Spectator - Abstract Art Paintings - Acrostic Paintings - Bibliography Installation - 11 Studies for a Secret Painting - 4 Studies for a Secret Painting - Frameworks Exhibit II - Hot-Cold - Identificatory Fragment - Map of Itself - Map to not Indicate... - Map of a Thirty-Six Square Miles Surface Area of the Pacific Ocean West of Oahu - Mirror Piece - On the Concept of a Non Exhibition - Ontology - Undeclared Glasses - Potato Print Model I & II - Readings of Readings of the Tractatus - Some Notes about Art and Time - 23 Title Equals Text Paintings - Temperature Prints - Time and News - Time Show Fragment - Two Black Squares (The Paradoxes of the Absolute Zero) - Study for a Secret Painting - Notes: Harold Hurrell - 100% Abstract - Geology - Notes on Entropy - The Identity Bracelet |
| 1968  | - Secret Painting - 22 Sentences the French Army - 100% Abstract - Abstract of Perception I & II - Abstract Relations - Analogy Model 1-8 - Art as Theory - Art Objects and Real Things - Conceptual Art and Inten(s)ion - M1 - Fluidic Device - Elements of an Incomplete Map - Intensionality, Quantification. Fragment - Laocoon is a Name - Models + Dictionaries - Notes on Substance Concepts (Art Object) - Notes Toward the Art of Terry Atkinson - Objects-Ontology - On "Conceptual Art" Criticism - Six Negatives Categories - Systematically Altered Photographs - The Object-Language. The Art-Language. The Ascribing of Responsibility - Thirty-Nine Negatives Categories - Notes Towards "From an Art-Language Point of View" - Six Negatives - The Art of David Bainbridge - The Art of Terry Atkinson |
| 1969  | - A Point of Reference is a Product of Discourse - Concerning Interpretation of Bainbridge/Hurrell Models - Concerning the Form of Some of the Works and Some of the Form of Some Other Works - Frameworks Appendix - Information Position 001 - Ingot - Intensionality and Ascription of Responsibility - Introduction to Discourse - Is Art What Art Says? - Lecher System - Ontological Fragments - Paradigms. Draft 2 - Textbook - Project Semantics - The Art of David Bainbridge: Introduction to Discourse - The Literate and the Non-Literate - Anthropology - Describing Things - Notes-Reference to Machine Itself - The Theory of Art - Fragments of Some notes Towards a Correct Textbook |
| 1970  | - Art and Antinomicness - "Art" and Language - Existential References. Art Object - Fondations of Arithmetic-Frege - Handbook on Models. The Relativity of Emotion - Handbook to "Ingot" - Identity - Intension II:: Draft for a Book Section - Lecher System - "Moral Law" Propadeutic 1.00 - Noisy Channel: A - Notes on Analyses - Numbers - Ontological Fragment - The Grammarian - This is Semantics - Notes on M1 - Theories of Ethics |
| 1971  | - Artforum Annotations (Comparative Models) - Authorship - Comparative Models - Exhibition of lectures - Latin Index - Notes on 'De Legibus Naturae - Notes on "Pragmatics I" - Olivet Discourse - Suggestion for a Map - Village Explanation: On Norbert Weiner on the Role of the Intellectual and the Scientist - Frameworks Retrospect - Notes on Mapping and Indexing - The Moral Law - Theories of Ethics and Meaninglessness - Topological Notebook - Transformational Matrices |
| 1972  | - A Dithering Device - Art as an Activity which the Artist Enjoys - Comparative Models - Documenta Memorandum (Indexing) - Index 01 - Index 02 - Index of a Discussion - Index or What? - Information and Markov Chains - Mapping and Filling - Materialism - from "The Fourth International" - Schema for Art Models - Translation Piece I-V - Village Explanation, no.2-no.5 - The Turin Index - Notes for a Lecture |
| 1973  | - A Fragment of a Model for Rigour: "Ontology" - All Friends Together - Art and Its Cultural Context - Art Theory and Scientific Theory - Blurting in Art & Language - Hybridity Resonance - Index 02 (Bxal) Indexical Fragments - K Index - Li Proceedings Index - Logical Construction - Notes on 77 Sentences - Notes on Hand Book Project - Studies for an Art & Language Index - Transcription - Village Explanation, no.5-no.8 - 77 Sentences - Index Printout - Charles Harrison Talking to Michael Baldwin. An Incomplete Index |
| 1974  | - 77 Sentences - A Point of Reference is a Product of Discourse (Surf) - Ask Yourself Which is the Index - Corrected Slogans Music-Language - Map of War/Blurt A & L - Dialectical Materialism - Emma - Exemplary Guide to the Aviation Industry 001.1 - Fine Art Has No History - Going-on Douglas Haig - Going-on, Going-on - Heuristic Sketches for Hell vs Bedlam - Historically Proper Names - I can't Think: Fear, Death, etc. - Index Printout - Index 02 (Bxal): Indexical Fragments - Internal Description as External Description - K Formulae - P of H S - Printing or Writing - Projekt 74 Index - Reference Points - Remember the Somme - Douglas Haig - Self-Superseding Strategy... Or the Given Political Moment - Surf as a Function - The Machine Appropriated - The Masses are the Decisive Force in All Social Change - The Paradox of Drawing as an Ideological Resource 1 & 2 - The Phenomenology of Asking a Question About a Given Item - The "Red Lattice" Problems - Threshold Agreement - Transformational Matrix - Transmitted Recipe Knowledge |
| 1975  | - Blindness - Dialectic and Unsightly Drinking: Art Galleries and the Putative Sites of Non-Trivial Conflict - Indexing Project - Internal Evidence Suggests a Kempis / Lowenheim-Skolem Paradox Alone - Art & Language Attacks on Socialist Artists - Corrected Slogans: Paper Music - Good Evening... It is Modern amusements-Time Again - Posters for The Fox - Print (Section A, Questionnaire) - Shouting Men - Singing Men - The Notion of Conditioning Persuasion and the Notion of Consciousness - Village Explanation no.9-no.10 |
| 1976  | - Above Us The Waves (A Fascist Index) - Illustrations for Art-Language Vol.3 Nr.4 - Corrected Slogans - Dialectical Materialism - Notes - Posters for the Fox - School Poster |
| 1977  | - Ten Postcards - Ten Posters: Illustrations for Art-Language - Our Progress Lies in Hard Work - Born in Flames |
| 1978  | - Born in Flames - Flags for Organisations - Ils donnent leur sang, donnez votre travail - Le Monde bestorne |
| 1979  | - Art & Language in Disguise - Etudes pour "Portraits of V.I. Lenin in the Style of Jackson Pollock" - Portraits of V.I. Lenin in the Style of Jackson Pollock |
| 1980  | - Born in Flames - Portraits of V.I. Leni in the Style of Jackson Pollock - Etudes pour "Picasso's Guernica in the Style of Jackson Pollock" - Picasso's Guernica in the Style of Jackson Pollock |
| 1981  | - Etudes pour "Gustave Courbet's "Burial at Ornans" Expressing..." - Gustave Courbet's "Burial at Ornans" Expressing... - Victorine - Raped and Strangled by the Man who forced her into Prostitution: A Dead Woman Drawn and Painted by Mouth - Attacked by an Unknown Man in a City Park: A Dying Woman; Drawn and Painted by Mouth - A Man Battering his Daughter to Death as she Sleeps: Drawn and Painted by Mouth - Etude pour "Index: The Studio at 3 Wesley Place Painted by Mouth - Kangaroo? |
| 1982  | - Etudes exécutées à la bouche pour "Index: The Studio at 3 Wesley Place Painted by Mouth" - Etude pour "Index: The Studio at 3 Wesley place illuminated by an Explosion Nearby - Etude pour "Index: The Studio at 3 Wesley Place Showing the Position of Embarrassements - Index:_The Studio at 3 Wesley Place Painted by Mouth version I et II - Index:_The Studio at 3 Wesley Place in the Dark |
| 1983  | - Art & Language Paints a Picture - Index: The Studio at 3 Wesley Place Illuminated by an Explosion Nearby I-VII - Impressionism Returning Sometime in the Future |
| 1984  | - Impressionism Returning Sometime in the Future |
| 1985  | - Index: Incident in a Museum I à V |
| 1986  | - Index: Incident in a Museum VI à XVI |
| 1987  | - Index: Incident in a Museum XVII à XXV |
| 1988  | - An Incident in a Museum: Study for Hostage - Unit Cure Unit Ground I à X - Hostage I à IX - Hostage: An Incident and a People Flag I à VII |
| 1989  | - Hostage XIX à XXIX - Hostage α, β, γ, δ |
| 1990  | - Hostage XXX à LXXX |
| 1991  | - Hostage LXXXI à LXXXIV - Index: Now They Are |
| 1992  | - Index V à XX (Now They Are) |
| 1993  | - Incidents: Now They Are, Look Out - Incidents: Now They Are Elegant - Incidents: Now They Are Next |
| 1994  | - Incident, Foreground I - Index 11: Background, Incident, Foreground no.I à XXXVIII |
| 1995  | |
| 1996  | - Sighs Trapped by Liars |
| 1997  | - Sighs Trapped by Liars |
| 1998  | - Sighs Trapped by Liars - A Model for Lucy Grays (Study for Barcelona Wall) |
| 1999  | - A Picture Painted by Actors - Wrongs Healed in Official Hope - Material Slang - About Reading and Looking |
| 2000  | - Study for Mother, Father, Monday: Map of the World - Mother, Father, Monday: Map of the World |

## Critiques et distinctions
En 1986, Art & Language a été nommé pour le Turner Prize, prix qui récompense chaque année un artiste contemporain et décerné par la Tate Gallery.
En 1999, Art & Language a exposé une installation majeure intitulée "The Artist Out of Work" au PS1-MoMA, NY. Les deux curateurs Michael Corris et Neil Powell ont choisi cette forme de re-collection pour aborder l'ensemble des pratiques en même temps que l'aspect discursif du groupe. Cette exposition venait directement à la suite de l'exposition révisionniste : "Global Conceptualism : Points of Origin" présentée au musée d'Art du Queens aussi à New York. L'exposition d'Art & Language au PS1 a offert un point de vue objectif sur les antécédents et l'héritage de l'art conceptuel "classique" et a renforcé une lecture transatlantique plutôt que nationaliste des évènements de 1968-72. Dans sa revue critique de l'exposition, Jerry Saltz écrit : « Il y a un quart de siècle, Art & Language a tissé des liens forts avec l'Art conceptuel lors de sa naissance, mais les efforts ultérieurs ont été tellement autosuffisants et obscurs que leur travail est devenu virtuellement hors de propos. »
Les œuvres de Michael Baldwin et Terry Atkinson (sous le nom Art & Language) sont présentes dans les collections de la Tate Modern, London.
Des documents et manuscrits relatifs à Art & Language lors de leurs années à New York sont conservés au Getty research Institute à Los Angeles.
En mars 2011, le collectionneur français Philippe Méaille a prêté 800 œuvres du groupe Art & Language au Musée d'art contemporain de Barcelone (MACBA).
En avril 2016, le Conseil départemental de Maine-et-Loire loue avec un bail amphytéotique de 25 ans le château de Montsoreau à Philippe Méaille qui y installe sa collection centrée sur l'art conceptuel de Art & Language et crée le Château de Montsoreau-Musée d'Art Contemporain., Il organise parallèlement de nombreux événements : expositions temporaires, conférences, performances.

## Art & Language New York
Burn et Ramsden ont fondé conjointement The Society for Theoretical Art and Analysis à New York à la fin des années 1960. Ils ont rejoint Art & Language en 1970-71. Art & Language New York a été dissout après 1975 à cause de désaccords profonds sur les principes de collaboration. Karl Beveridge et Carol Condé qui étaient des membres périphériques du groupe sont alors retournés au Canada où ils ont travaillé avec des syndicats et des groupes sociaux. En 1977, Ian Burn est retourné en Australie, et Mel Ramsden en Angleterre pour continuer les activités du groupe.

## Installations théoriques
Art & Language et le Jackson Pollock Bar ont pour la première fois collaboré en janvier 1995 lors du symposium intitulé « Art & Language and Luhmann », organisé par l'Institut für soziale Gegenwartsfragen (de) de Fribourg (un institut allemand de recherche et d'enseignement en sciences sociales) au Kunstraum de Vienne. Ce symposium a vu intervenir des conférenciers tels que la conservatrice et commissaire d'exposition Catherine David qui préparait alors l'exposition documenta X et Peter Weibl, artiste et également commissaire d'expositions. Ces trois jours de colloque ont été rendus mémorable par la première installation théorique d'un texte de Art & Language avec leur production en playback par le Jackson Pollock Bar. Cette installation théorique a donc vu cinq acteurs Allemands jouer les rôles de Jack Tworkow, Philip Guston, Harold Rosenberg, Robert Motherwell et Ad Reinhardt, pour une conversation du « Concept du Nouveau ». La tension de cette reconstitution résidait dans la synchronisation des mouvements des lèvres des acteurs avec le texte pré-enregistré. Depuis cette collaboration entre Art & Language et le Jackson Pollock Bar perdure et chaque ouverture d'une exposition majeure d'Art & Language voit une installation théorique mise en place par le Jackson Pollock Bar.

## Membres et associés de Art & Language
- Terry Atkinson
- David Bainbridge
- Michael Baldwin
- Kathryn Bigelow
- Victor Burgin
- Ian Burn
- Sarah Charlesworth
- Michael Corris
- Dan Graham
- Charles Harrison
- Sandra Harrison
- Preston Heller
- Graham Howard
- Harold Hurrell
- Joseph Kosuth
- Christine Kozlov
- Lynn Lemaster
- Nigel Lendon
- Sol LeWitt
- Andrew Ménard
- Philip Pilkington
- Neil Powell
- Mel Ramsden
- Paula Ramsden
- David Rushton
- Terry Smith
- Mayo Thompson
- Lawrence Weiner

## Expositions personnelles
| Année | Expositions personnelles |
| ----- | --- |
| 1967  | - Hardware Show - Architectural Association, London. |
| 1968  | - Dematerialisation Show - Ikon Gallery, London. - VAT 68 - The Herbert Art Gallery, Coventry. |
| 1969  | - Art & Language - Pinacotheca Gallery, Melbourne. |
| 1971  | - The Air-Conditioning Show - Visual Arts Gallery, New York. - Art & Language - Galerie Daniel Templon, Paris. - Art & Language - Galleria Sperone, Turin. - Tape Show: Exhibition of Lectures - Dain Gallery, New York. - Questionnaire - Galleria Daniel Templon, Milan. |
| 1972  | - The Art & Language Institute - Galerie Daniel Templon, Paris. - Documenta Memorandum - Galerie Paul Maenz, Cologne. - Analytical Art - Galerie Daniel Templon, Paris |
| 1973  | - Index 002 Bxal - John Weber Gallery, New York. - Art & Language - Galerie Paul Maenz, Cologne. - Art & Language - Lisson Gallery, Londres. - Annotations - Galerie Daniel Templon, Paris. |
| 1974  | - Art & Language - Galleria Sperone, Turin - Galerie Paul Maenz, Cologne[réf. nécessaire]. - Art & Language - Galerie Bischofberger, Zurich. - Art & Language - Galleria Schema, Florence. - Art & Language - Lisson Gallery, Londres. - Art & Language - Galerie MTL, Bruxelles. - Art & Language - Studentski Kulturni Centar, Belgrade. |
| 1975  | - Art & Language New York ↔ Australia - Art Gallery of New South Wales, Sydney, and the National Gallery of Victoria, Melbourne. - Art & Language - Foksal Gallery, Varsovie. - Dialectical Materialism - Galleria Schema, Florence. - Art & Language - Galerie Ghislain Mollet-Viéville, Paris. - Art & Language - Galerie MTL, Bruxelles. - ‘Piggy-Cur-Perfect’ - Auckland City Art Gallery, Auckland. - Music-Language - John Weber Gallery, New York. |
| 1976  | - Music-Language - Galerie Eric Fabre, Paris. - Art & Language - Museum of Modern Art, Oxford, (actuellement Modern Art Oxford). |
| 1977  | - 10 Posters: Illustrations for Art-Language - Robert Self Gallery, Londres. - Music-Language - Galleria Lia Rumma, Rome et Naples. |
| 1978  | - Flags for Organisations - Cultureel Informatief Centrum, Ghent. - Flags for Organisations - Lisson Gallery, Londres. |
| 1979  | - Ils donnent leur sang ; donnez votre travail - Galerie Eric Fabre, Paris. |
| 1980  | - Portraits of V.I. Lenin in the Style of Jackson Pollock, University Gallery, Leeds. - Portraits of V.I. Lenin in the Style of Jackson Pollock, Lisson Gallery, Londres. - Portraits of V.I. Lenin in the Style of Jackson Pollock, Van Abbemuseum, Eindhoven. |
| 1981  | - Portraits of V.I. Lenin in the Style of Jackson Pollock - Centre d'art contemporain, Genève. - Gustave Courbet "Burial at Ornans" Expressing - Galerie Eric Fabre, Paris. |
| 1982  | - Index : Studio at 3 Wesley Place Painted by Mouth - De Veeshal, Middelburg. - Art & Language retrospective - Musée d'Art Moderne, Toulon. |
| 1983  | - Index : Studio at 3 Wesley Place I, II, III, IV - Gewald, Ghent. |
| 1986  | - Confessions : Incidents in a Museum - Lisson Gallery, Londres. |
| 1987  | - Art & Language : The Paintings - Palais des Beaux-Arts, Bruxelles. |
| 1990  | - Hostages XXIV-XXXV - Marian Goodman Gallery, New York. |
| 1993  | - Art & Language - Galerie Nationale du Jeu de Paume, Paris. |
| 1995  | - Art & Language and Luhmann - Kunstraum, Vienne. |
| 1996  | - Sighs Trapped by Liars - Galerie de Paris, Paris. |
| 1999  | - Art & Language in Practice - Fundacio Antoni Tàpies, Barcelone. - Cinco ensayos - Galerià Juana de Aizpuru, Madrid. - The Artist out of Work: Art & Language 1972-1981 - P.S.1 Contemporary Art Center, New York. |
| 2000  | - Art & Language & Luhmann No.2 - ZKM, Karlsruhe. |
| 2002  | - Too Dark to Read : Motifs Rétrospectifs - Musée d'art moderne de Lille Métropole, Villeneuve-d'Ascq. |
| 2003  | - Art & Language - Migros Museum für Gegenwartskunst, Zurich. |
| 2004  | - Art & Language - CAC Màlaga, Màlaga. |
| 2005  | - Hard to Say When - Lisson Gallery, Londres. |
| 2006  | - Il ne reste qu'à chanter - Galerie de l'Erban, Nantes (Miroirs, 1965, Karaoke, 1975-2005) et - Il ne reste qu'à chanter - Château de la Bainerie (travaux 1965-2005), Tiercé. |
| 2008  | - Brouillages/Blurrings - Galerie Taddeus Ropac, Paris. |
| 2009  | - Art & Language - Espoo Museum of Modern Art, Helsinki. |
| 2010  | - Portraits and a Dream - Lisson Gallery, Londres. - Art & Language - Rhona Hoffman Gallery, Chicago. |
| 2011  | - Badges - Mulier Mulier Gallery, Knokke. |
| 2013  | - Letters to the Red Krayola - Kadel Wilborn Gallery, Düsseldorf. - Art & Language - Museum Dhont-Dhaenens, Deurle. - Art & Language - Garage Cosmos, Bruxelles. |
| 2014  | - Art & Language Uncompleted : The Philippe Méaille Collection - MACBA, Barcelone. - Nobody Spoke - Lisson Gallery, Londres. |
| 2016  | - Art & Language - Château de Montsoreau-Musée d'art contemporain, Montsoreau. - Not that it is needed now - Mulier Mulier Gallery, Knokke-Zoute. |
| 2018  | - Art & Language Reality (Dark) Fragments (Light) - Château de Montsoreau-Musée d'art contemporain, Montsoreau. |

## Expositions collectives
| Année | Expositions collectives |
| ----- | --- |
| 1968  | - Language II - Dwan Gallery, London. |
| 1969  | - March - catalogue-exposition, Seth Siegelaub, New York. |
| 1970  | - Conceptual Art And Conceptual Aspects - New York Cultural Center, New York. - Information - Museum of Modern Art, New York. - Idea Structures - Camden Art Centre, Londres.                                                                        |
| 1971  | - The British Avant-Garde - New York Cultural Center, New York. |
| 1972  | - Documenta 5 - Fridericianum,. - The New Art - Hayward Gallery, Londres. |
| 1973  | - Einige Frühe Beispiele Konzeptuelle Kunst Analytischen Charakters - Galerie Paul Maenz, Cologne. - Contemporanea - Rome. |
| 1974  | - Projekt'74 - Cologne. - Kunst über Kunst - Kölnischer Kunstverein, Cologne. |
| 1976  | - Drawing Now, Museum of Modern Art - New York. - Biennale di Venezia - Venise. |
| 1979  | - Un Certain Art Anglais - Musée d'art moderne de la ville de Paris, Paris. |
| 1980  | - Kunst in Europa na 68 - Museum van Hedendaagse Kunst, Ghent. |
| 1982  | - Documenta 7 - Museum Fridericianum, Cassel. |
| 1987  | - British Art of the Twentieth Century: The Modern Movement - Royal Academy, Londres. |
| 1989  | - The Situationists International, 1957-1972 - Musée National d'art moderne, Centre Pompidou, Paris. - L'art conceptuel, une perspective - Musée d'art moderne de la ville de Paris; Fundación Caja de Prensiones, Madrid; Deichtorhallen, Hambourg. |
| 1992  | - Repetición/Transformación - Museo Nacional de Arte Reina Sofia, Madrid. |
| 1995  | - Toponimías (8) : ocho ideas del espacio - Fundación La Caixa, Madrid. - Reconsidering the Object of Art, 1965-1975 - Museum of Contemporary Art, Los Angeles.                                                                                      |
| 1997  | - Documenta 10 - Museum Fridericianum, Cassel. |
| 1999  | - Global Conceptualism: Points of Origin 1950s-1980s - Queens Museum of Art, New York. |
| 2002  | - Iconoclash - Center for Art and Media (ZKM), Karlsruhe. |
| 2003  | - Biennale di Venezia - Venise. |
| 2004  | - Before the End (The Last Painting Show) - Swiss Institute, New York. |
| 2005  | - Collective Creativity - Kunsthalle Fridericianum, Cassel. |
| 2006  | - Le Printemps de Septembre à Toulouse - Broken Lines - Toulouse. - Magritte and Contemporary Art: The Treachery of Images - Los Angeles County Museum of Art, Los Angeles.                                                                          |
| 2007  | - Sympathy for the Devil: Art and Rock'n Roll since 1967 - Museum of Contemporary Art, Chicago. |
| 2008  | - Vides. Une rétrospective - Musée National d'art moderne, Centre Pompidou, Paris. |
| 2009  | - Rock-Paper-Scissors, Pop Music as Subject of Visual Art - Kunsthaus, Graz. |
| 2010  | - Algunas Obras A Ler - Collection Eric Fabre - Berardo Museum, Lisbonne. - Seconde main, Musée d'art moderne de la ville de Paris/ARC, Paris. |
| 2011  | - Erre, Variations Labyrinthiques - Musée National d'art moderne, Centre Pompidou-Metz, Metz. |
| 2012  | - Materialising 'Six Years': Lucy Lippard and the Emergence of Conceptual Art - Brooklyn museum, New York. |
| 2013  | - As if it could . Works and Documents from the Herbert Foundation - Herbert Foundation, Ghent. |
| 2014  | - Propanganda für die Wirklichkeit - Museum Morsbroich, Leverkusen. - Critical Machines, American University, Beyrouth. |

## Principes linguistiques
Le collectif démontre qu'il existe une hiérarchie entre les termes. Cela leur permet d'établir une sorte de carte marquant les liens entre les concepts et d'indiquer les termes qui dominent. Au cours de leur recherche, on voit que l'objet d'art domine. Ils vont se référer à la structure de pensée d'autres disciplines ainsi qu'au vocabulaire (l'analytique, le pragmatique, la linguistique, le structuralisme, la sociologie des sciences), la théorie de la communication (cybernétique), l'anthropologie. Le collectif a la particularité de s'auto-analyser.
Art & Language utilise par défaut le féminin quand aucun genre n'est engagé ; au lieu du masculin générique, le collectif utilise « elle » et des accords féminins.